# 速跑卡丁车
速跑卡丁车是2009年成立于广州市的一家卡丁车俱乐部，截至目前，在广州、深圳、上海、佛山、杭州拥有2条室外赛道（名为速跑）与5条室内赛道（名为速马赫）。总店芳村速跑是广州市目前最大的卡丁车赛车场，全长800米，拥有四冲程、超级四冲、二冲程卡丁车供游玩及比赛。

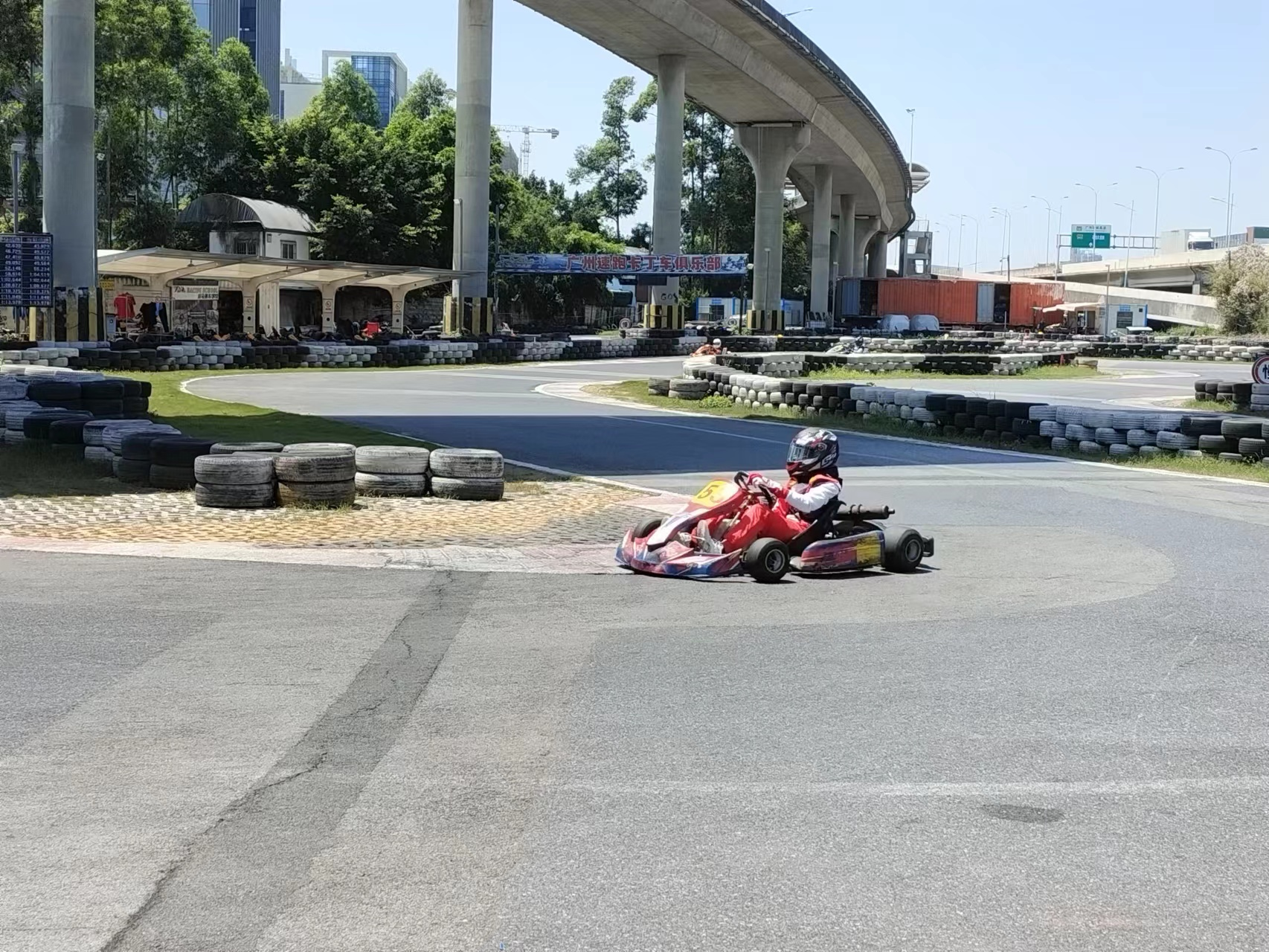
速跑卡丁车芳村店的两冲程KT100竞速车
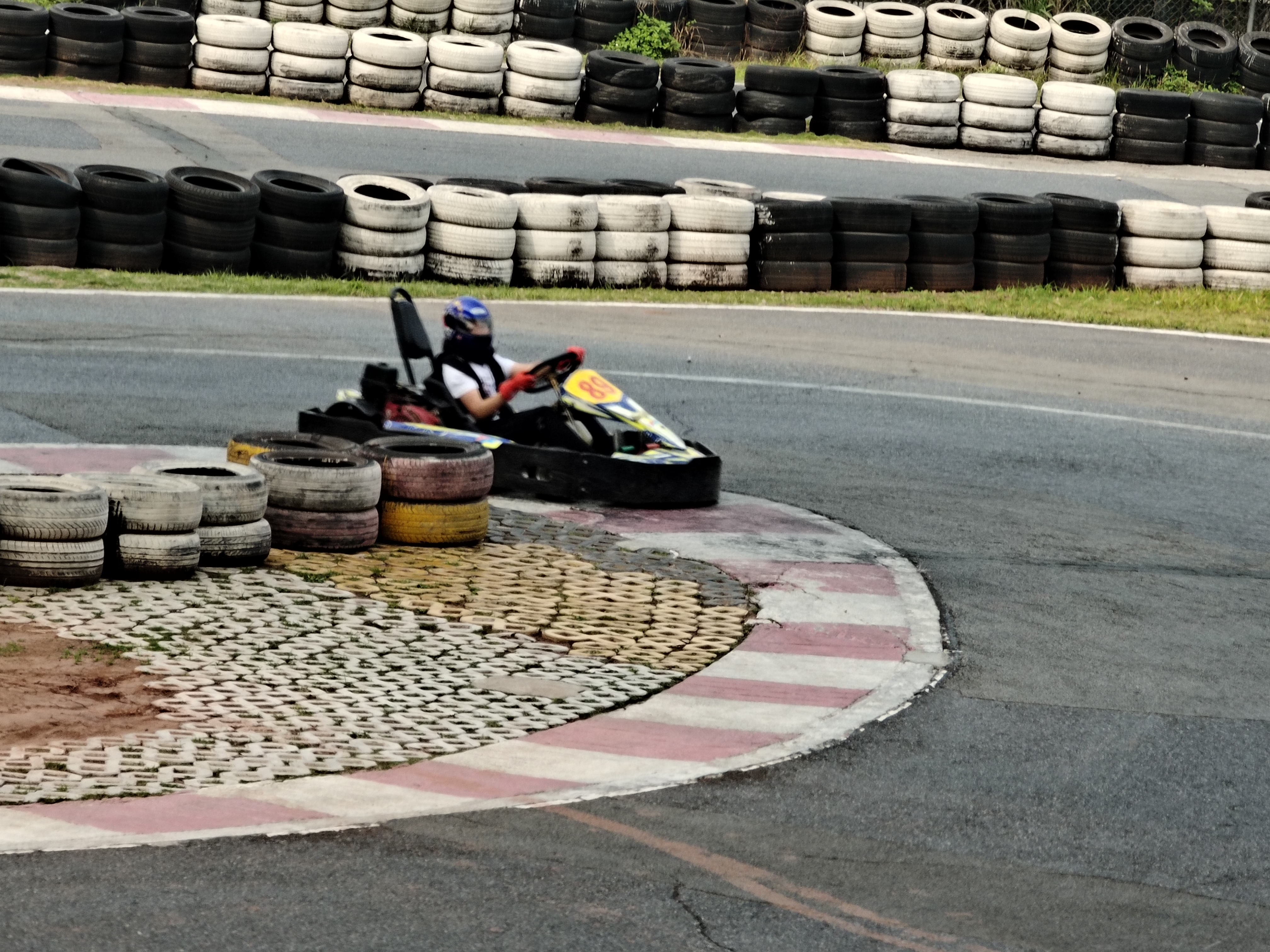
速跑卡丁车芳村店的四冲程270CC娱乐车
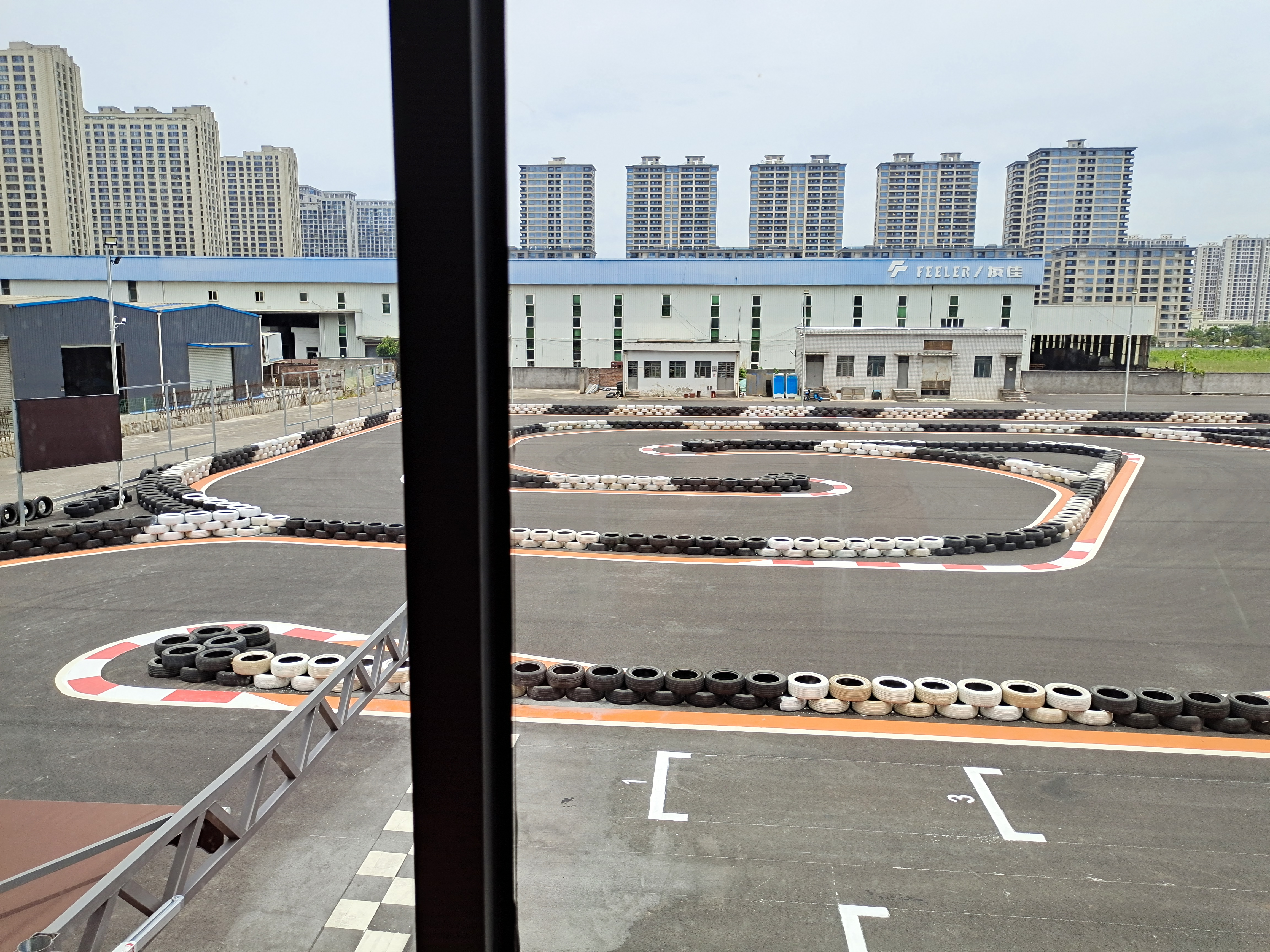
速跑卡丁车杭州速跑
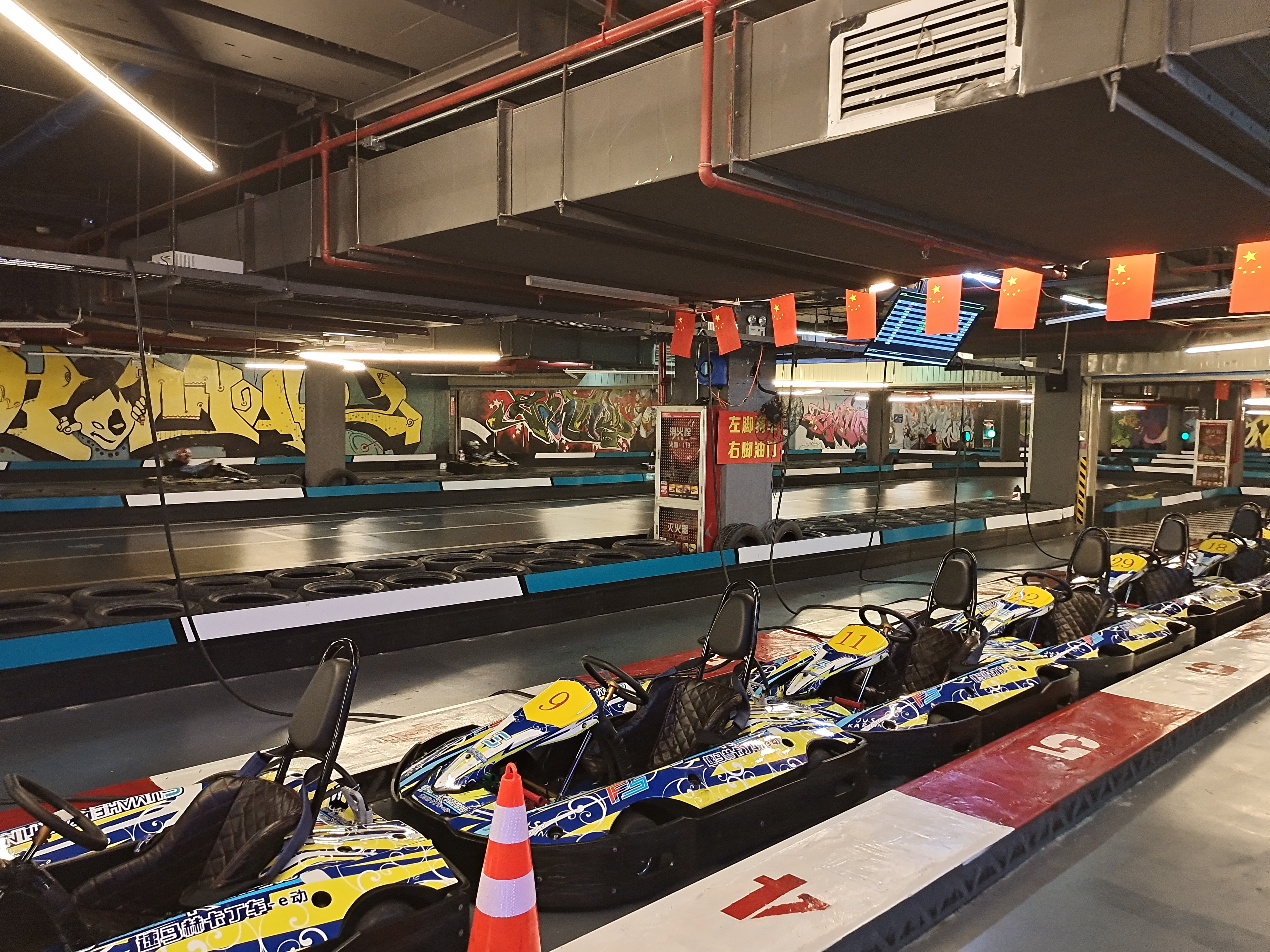
速跑卡丁车时尚天河速马赫卡丁车场
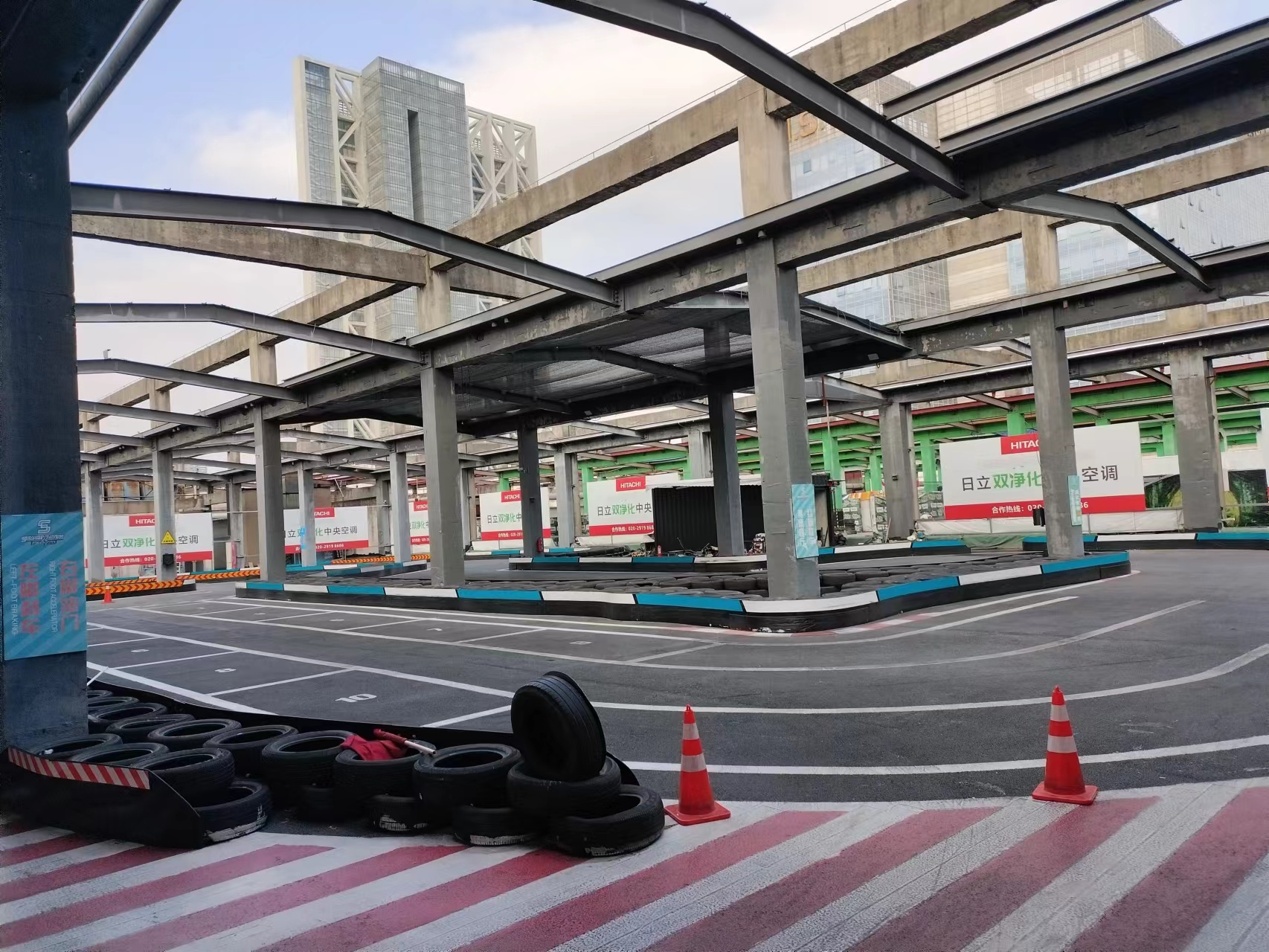
速跑卡丁车琶洲速马赫卡丁车场